# Hippopsis pubiventris
Hippopsis pubiventris là một loài bọ cánh cứng trong họ Cerambycidae.